# Оганезов, Аракел Карапетович
Аракел Карапетович Оганезов (3 марта 1907, Тифлис — 23 мая 1974, Сочи) — советский военачальник, генерал-майор (3 августа 1953).

## Начальная биография
Аракел Карапетович Оганезов родился 3 марта 1907 года в Тифлисе.

## Военная служба

### Довоенное время
В сентябре 1928 года призван в ряды РККА и направлен на учёбу в Закавказскую пехотную школу, дислоцированную в Тбилиси. Во время учёбы с мая 1930 года одновременно исполнял должность помощника командира взвода курсантов. После окончания школы в марте 1931 года направлен в 65-й стрелковый полк (22-я стрелковая дивизия, Северокавказский военный округ), дислоцированный в Новороссийске, где служил на должностях командира взвода, помощника командира пулемётной учебной роты, командира 2-й пулемётной роты. В марте 1935 года Оганезов переведён в 64-й стрелковый полк в составе той же дивизии, где назначен на должность начальника полковой школы. В начале 1938 года 22-я стрелковая дивизия была передислоцирована на Дальний Восток, где 8 апреля того же года назначен на должность командира батальона в составе 64-го стрелкового полка.
В марте 1939 года назначен на должность помощника командира 304-го стрелкового полка (1-я Отдельная Краснознамённая армия), в октябре того же года — на должность помощника командира 191-го стрелкового полка (Гродековский укреплённый район), а в декабре 1940 года — на должность начальника разведотдела штаба 59-го стрелкового корпуса (1-я Краснознамённая армия, Дальневосточный фронт).

### Великая Отечественная война
С началом войны находился на прежней должности.
В феврале 1942 года майор А. К. Оганезов назначен на должность командира 1382-го стрелкового полка (87-я стрелковая дивизия) в марте того же года — на должность командира 192-го стрелкового полка (39-я стрелковая дивизия, 1-я Краснознамённая армия, Дальневосточный фронт), а в октябре 1944 года — на должность командира 260-й стрелковой бригады (15-я армия, Дальневосточный фронт). В период с 25 ноября по 5 декабря 1944 года в районе сёл Бабстово-Ленинск (Еврейская автономная область) на базе 38-й и 260-й стрелковых бригад была сформирована 361-я стрелковая дивизия, командиром которой назначен подполковник А. К. Оганезов.
В августе 1945 года дивизия под командованием А. К. Оганезова в составе 15-й армии (2-й Дальневосточный фронт) принимала участие в Маньчжурской и Сунгарийской наступательных операциях в ходе Советско-японской войны, во время которых в ночь на 9 августа форсировала Амур и к 13 августа преодолела Фуцзинский укреплённый район, затем заняла Цзямусский укреплённый район, а также города Саньсин и Харбин. В период с 25 по 31 августа 1945 года дивизия участвовала разоружении и пленении японской 134-й пехотной дивизии.

### Послевоенная карьера
14 сентября 1945 года освобождён от занимаемой должность, после чего находился в распоряжении Главного управления кадров НКО. В марте 1946 года направлен на учёбу на курсы усовершенствования командиров стрелковых дивизий при Военной академии имени М. В. Фрунзе, после окончания которых в январе 1947 года назначен на должность заместителя командира 8-й отдельной пулеметно-артиллерийской дивизии (Забайкальско-Амурский военный округ), в июне того же года — на должность заместителя командира, а в мае 1948 года — на должность командира 13-й пулемётно-артиллерийской дивизии (1-я Отдельная Краснознамённая армия).
В сентябре 1952 года переведён на должность командира 25-й гвардейской пулемётно-артиллерийской дивизии (Дальневосточный военный округ), в октябре 1954 года — на должность командира 137-го стрелкового корпуса, дислоцированного в Петропавловске-Камчатском, а в феврале 1956 года — на должность заместителя командира 43-го армейского корпуса.
Генерал-майор Аракел Карапетович Оганезов в августе 1957 года вышел в отставку. Умер 23 мая 1974 года в Сочи.

## Награды
- Орден Ленина (03.11.1953);
- Орден Красного Знамени (20.06.1949);
- Орден Суворова 3 степени (23.08.1945);
- Два ордена Красной Звезды (04.06.1944, 03.11.1944);
- Медали.